# Lingue mixe-zoque
Le lingue mixe-zoque /ˈmixe ˈθoke/ costituiscono una famiglia linguistica parlata, almeno per le lingue ancora viventi, attorno all'Istmo di Tehuantepec in Messico.

## Distribuzione geografica
Il governo messicano riconosce tre lingue appartenenti alla famiglia, come ufficiali: il mixe o ayook con 136.736 locutori censiti nel 2010,  lo zoque  o o'de püt con 65 372 parlanti e le lingue popoluca, che sono in parte mixe ed in parte zoque con 42 473 persone che le parlano.

## Storia
Storicamente, la famiglia mixe-zoque, potrebbe aver avuto una diffusione assai più vasta, arrivando fino alla costa dell'Oceano Pacifico in Guatemala. Terrence Kaufman e Lyle Campbell sostengono, basandosi sul numero di parole prese in prestito da altre lingue mesoamericane, che è probabile che gli Olmechi, generalmente considerati come la più antica cultura dominante della Mesoamerica, parlassero una lingua mixe–zoque.  Kaufman e John Justeson dichiarano, inoltre, di aver decifrato una parte cospicua del testo scritto in Scrittura epiolmeca, detta anche "scrittura ístmica", della Stele nº 1 di La Mojarra; in base a questa decifrazione il testo sarebbe in un'arcaica lingua mixe–zoque.
Entrambe queste affermazioni sono state criticate: Michael D. Coe e David Stuart affermano che l'intero corpus degli esempi conosciuti di iscrizioni epiolmeche, è insufficiente per assicurare la certezza della decifrazione proposta. Essi hanno cercato di applicare il metodo di Kaufman e Justeson ad altri testi Istmiani, non riuscendo ad ottenere risultati comprensibili.
Il mixe–zoque non sembra essere in relazione con qualsiasi altro gruppo linguistico, tuttavia, all'inizio del XX secolo, Edward Sapir lo aveva incluso come un membro della sua proposta di superfamiglia linguistica denominata lingue penuti, e successivamente ne è stata proposta l'inclusione nel supergruppo di lingue totozoqueane. Nessuna di queste proposte ha ottenuto l'approvazione dell'intera comunità scientifica.

## Classificazione

### Wichmann (1995)
La seguente classificazione interna delle lingue mixe–zoque è stata proposta da Søren Wichmann nel 1995.
| Classificazione delle lingue mixe-zoque |         |                     |                     |                                     |                           |
| Famiglia                                | Gruppo  | Gruppo              | Gruppo              | Lingua                              | Territorio                |
| Lingue mixe-zoque                       | Mixeano | Mixe di Oaxaca      | Mixe di Oaxaca      | Varietà mixe della Sierra di Juárez | Sierra di Juárez (Oaxaca) |
| Lingue mixe-zoque                       | Mixeano | Mixe del Golfo      | Mixe del Golfo      | Popoluca di Sayula                  | Veracruz                  |
| Lingue mixe-zoque                       | Mixeano | Mixe del Golfo      | Mixe del Golfo      | Popoluca di Oluta                   | Veracruz                  |
| Lingue mixe-zoque                       | Zoque   | Zoque del Golfo     | Zoque del Golfo     | Popoluca di Texistepec              | Veracruz                  |
| Lingue mixe-zoque                       | Zoque   | Zoque del Golfo     | Zoque del Golfo     | Popoluca di Soteapan                | Veracruz                  |
| Lingue mixe-zoque                       | Zoque   | Zoque di Chimalapas | Zoque di Chimalapas | Zoque di San Miguel Chimalapa       | Los Chimalapas (Oaxaca)   |
| Lingue mixe-zoque                       | Zoque   | Zoque di Chimalapas | Zoque di Chimalapas | Zoque di Sta. María Chimalapa       | Los Chimalapas (Oaxaca)   |
| Lingue mixe-zoque                       | Zoque   | Zoque del Chiapas   | Zoque del Chiapas   | Varietà zoque del Chiapas           | Chiapas occidentale       |

### Kaufman & Justeson (2000)
La seguente classificazione interna delle lingue mixe–zoque è stata proposta da Kaufman & Justeson nel 2000, ed è citata in Zavala (2000). Le singole lingue sono in corsivo.
Mixe-Zoque
- Mixe
  - Tapachulteco
  - Oluteco
  - Mixe
    - Sayulteco
      - Mixe di pianura
      - Mixe degli altopiani
- Zoque
  - Zoque del golfo
    - Zoque soteapano (Sierra Popoluca)
      - Zoque texistepeco
      - Zoque ayapaneco

  - Zoque (propriamente detto)
    - Zoque del Chiapas
    - Zoque di Oaxaca

### Ethnologue (16ª ed.)
Ethnologue utilizza un metodo di classificazione pre-Wichmann, sulla base di indagini di intelligibilità reciproca e sul lavoro comparativo di William Wonderly.
(tra parentesi tonde il numero di lingue di ogni gruppo)
[tra parentesi quadre il codice di classificazione internazionale linguistico]
- Lingue mixe-zoque (17)
  - Lingue mixe (10)
    - Lingue mixe orientali (6)
      - lingua mixe di Coatlán  [mco]
      - lingua mixe dell'istmo  [mir]
      - lingua mixe di Juquila  [mxq]
      - lingua mixe di Mazatlán  [mzl]
      - lingua mixe centro-settentrionale [neq]
      - lingua mixe di Quetzaltepec

    - Lingue mixe di Veracruz (2)
      - lingua popoluca di Oluta  [plo]
      - lingua popoluca di Sayula  [pos]

    - Lingue mixe occidentali (2)
      - Lingue mixe di Tlahuitoltepec [mxp]
      - Lingue mixe di Totontepec  [mto]

  - Lingue zoque (7)
    - Zoque del Chiapas (3)
      - lingua zoque di Copainalá  [zoc]
      - lingua zoque di Francisco León  [zos]
      - lingua zoque di Rayón  [zor]

    - Zoque di Oaxaca (1)
      - Lingua zoque di Chimalapa  [zoh]

    - Zoque di Veracruz (3)
      - lingua popoluca della sierra  [poi]
      - lingua popoluca di Texistepec  [poq]
      - lingua zoque di Tabasco  [zoq] (40 nel 1971)

Occorre dire che alcuni di questi idiomi potrebbero essere in via di estinzione.
Il popoluca di Oluta risultava parlato da sole 100 persone nel censimento del 1990, mentre nel censimento del 2010 è stato rilevato un solo locutore.
Il popoluca di Texistepec nel censimento del 1990 risultava parlato da 430 persone, ma nel 2010 è stato censito un solo locutore.
Lo zoque di Tabasco risultava avere 40 locutori nel 1971 (A. García de León) su un'etnia di sole 367 persone (censimento 1960, probabilmente scomparse nei censimenti successivi).